# Дольна-Ґрупа
Дольна-Ґрупа (пол. Dolna Grupa) — село в Польщі, у гміні Драгач Свецького повіту Куявсько-Поморського воєводства.
Населення — 1175 осіб (2011).
У 1975-1998 роках село належало до Бидгощського воєводства.

## Демографія
Демографічна структура станом на 31 березня 2011 року:
|          | Загалом | Допрацездатний вік | Працездатний вік | Постпрацездатний вік |
| -------- | ------- | ------------------ | ---------------- | -------------------- |
| Чоловіки | 574     | 115                | 402              | 57                   |
| Жінки    | 601     | 119                | 385              | 97                   |
| Разом    | 1175    | 234                | 787              | 154                  |